# David A. Huffman
David Albert Huffman (9. srpna 1925 Ohio, USA – 7. října 1999 Santa Cruz, Kalifornie, USA) se proslavil zejména v teoretické informatice, jako objevitel Huffmanova kódování. Také byl jedním z průkopníků v oboru matematického origami. David Huffman zemřel ve věku 74 let, 10 měsíců poté, co mu byla diagnostikována rakovina.

## Vzdělání
Huffman získal v roce 1944 bakalářský titul v oboru elektrotechniky z Ohijské státní univerzity, poté sloužil dva roky jako důstojník v námořnictvu Spojených států. O několik let později se vrátil zpět na univerzitu, aby v roce 1949 úspěšně složil i magisterské zkoušky. V roce 1953 získal akademickou hodnost doktor věd za svou práci Syntéza sekvenčních klopných obvodů, vedenou Samuelem H. Caldwellem. Nejznámějším Huffmanovým objevem je Huffmanovo kódování, které se zabývá bezztrátovou kompresí dat.

## Kariéra
Huffman nastoupil po dokončení doktorského studia, v roce 1953 na fakultu MIT. V roce 1967 se připojil ke Kalifornské univerzitě a pomohl založit oddělení informatiky, kde působil od roku 1970 do roku 1973. V roce 1994 ukončil svou akademickou činnost.

## Vyznamenání a ocenění
- 1999: Ocenění IEEE Richarda W. Hamminga.
- 1998: Zlatá výroční cena za technické inovace udělovaná skupinou ITS, kterou získal za objev Huffmanova kódování.
- 1981: Ocenění počítačový průkopník od IEEE počítačového společenství.
- 1973: Cena W. Wallace McDowella udělovaná IEEE počítačovým společenstvím.
- 1955: Medaile Louise E. Levyho udělovaná Franklinovým ústavem.